# ادیباتی
ادیباتی (به انگلیسی: Adibatti) در هند است که در کارناتاکا واقع شده‌است.